# Nils Bergslien
Nils Bergslien (Voss, 26 de febrero de 1853 - 18 de diciembre de 1928). Pintor, dibujante, ilustrador y escultor noruego perteneciente a la corriente nacionalromántica del siglo XIX.
Comenzó su formación artística en la escuela de pintura de su tío Knud Bergslien y de Morten Müller en Cristianía (Oslo) para después trasladarse a la Academia de Bellas Artes de Múnich. En Noruega, su obra es bien conocida por su característico romanticismo que describe escenas de la vida rural así como motivos de aventuras y leyendas populares y escenas históricas. En varias ocasiones, creó dibujos caricaturescos que fueron empleados como tarjetas postales.
También trabajó con pintura decorativa en relieves, medallones y otros elementos arquitectónicos.
En el municipio de Eidfjord se halla la Galería Nils Bergslien, que expone varias de sus obras.
- Datos: Q1772952
- Multimedia: Nils Bergslien / Q1772952